# Източен административен окръг
Източен административен окръг (на руски: Восточный административный округ, ВАО) е един от 12-те окръга на град Москва. Включва 16 района. До 1 юли 2012 г. той е най-големият по територия и втори по големина окръг в Москва и заема 14,3 % (сега - 6 %) от територията на града. Код по ОКАТО - 45 263 000 000.
Тук живеят 1 514 420 души (2022 г.), но гъстотата на населението е значително по-ниска от средната за града.
На територията на областта има станции на метролиниите Соколническа, Арбатско-Покровская, Калининска и Некрасовска, както и частично станция Вихино.

## История
Територията, която Източният административен окръг заема днес, отдавна е обичана от руските суверени като място за лов и отдих. В края на XVII век цар Алексей, който обичал соколарството, построил тук своя дворец. Истинската слава на тези места донася неговият син Петър I, който започва да събира тук Забавните войски - прототипът на редовната руска армия.

## Власт
Териториалният изпълнителен орган на административния окръг е префектурата. Ръководителят на префектурата е префектът на Източния окръг на Москва (с ранг на министър на правителството на Москва до 2010 г., при кмета Юрий Лужков).
Сградата на префектурата се намира на територията на района и общинското образование Преображенско (пл. Преображенски 9).
На 29 септември 2010 г., след оставката на кмета на Москва Юрий Лужков, Н. Н. Евтихиев, който преди това е префект, става действащ префект на Източния окръг. На 3 ноември пресата съобщава, че новият кмет Сергей Собянин е подписал заповед за назначаване на Евтихиев за изпълняващ длъжността префект. И още на 5 ноември се появяват съобщения, че бившият първи заместник-префект на ВАО Н. В. Ломакин е назначен за нов префект на Източния окръг. На 12 април 2013 г. Ломакин е преместен на поста съветник на кмета на Москва, а В. А. Тимофеев е назначен за префект на Източния окръг.

## Медии
От януари 2013 г. се публикува седмичният безплатен вестник „Източен окръг“, посветен главно на различни събития от живота на окръга.

## Райони
Административно окръгът се поделя на 16 района:
- Богородско
- Вешняки
- Голяново
- Ивановско
- Измайлово
- Източни
- Източно Измайлово
- Косино-Ухтомски
- Метрогородок
- Новогиреево
- Новокосино
- Перово
- Преображенско
- Северно Измайлово
- Соколина Гора
- Соколники

## Забележителности
На територията на окръга са разположени големи горски площи - част от територията на националния парк „Лосини остров“, Измайловски и Соколнически паркове, както и древни архитектурни ансамбли от времето на Петър Велики - имения Кусково и Измайлово, църкви от XVI – XVII век (това са църквите „Успение на Пресвета Богородица“ във Вешняки, „Рождество на Йоан Кръстител“ в Ивановско, „Църквата на пророк Илия“ в Черкизово, църквата „Димитрий Солунски“ на Благуша, „Рождество Христово“ и „Застъпничеството на Пресвета Богородица“ в Измайлово, Зосима и Савватий Соловецки в Голяново, Възкресение Христово в Соколники, паметник на К. К. Рокосовски в Богородски, стоящ на едноименния булевард.
На територията на окръга се намира историческото старообрядческо Преображенское гробище.
В Източния окръг има комплекс от спортни съоръжения – стадионите „Локомотив“, „Луч“, „Крыля Советов“, „Олимп“, „Авангард“, „Спартаковец“, Лекоатлетическият център на братята Знаменски, Център по водните спортове, Дворецът на спорта в Соколники и др. Работи туристически и хотелски комплекс Измайлово, на базата на който е оборудвано малко олимпийско селище по време на Световните младежки игри през 1998 г.
В близост до метростанция „Партизанская“ се намира Центърът за занаяти „Рускио подворие“. Специфика – руски занаяти и съветски рядкости.

## Религия

### Православни храмове
На територията на окръга има най-малко 28 православни храма, които са част от Рождественския и Възкресенския деканат на Московската градска епархия на Руската православна църква. Възкресенският деканат обединява църквите на районите Соколники, Преображенское, Богородское, Соколиная гора, Метрогородок, Голяново, Восточний; църквите в други региони са подчинени на Рождественския деканат. В ход е и изграждането на голям брой църкви, в които в момента са отворени временно действащи храмове.